# Чарба (село)
Чарба (кирг. Чарба) — село в Аксыйском районе Джалал-Абадской области Кыргызстана. Входит в состав Кара-Жыгачского айылного аймака.

## География
Село расположено в южной части области, на левом берегу реки Кара-Суу, на расстоянии приблизительно 29 километров (по прямой) к северо-востоку от города Кербен, административного центра района. Абсолютная высота — 891 метр над уровнем моря.

## Население
Согласно оценочным данным Национального статистического комитета Кыргызской Республики, численность населения села на начало 2023 года составляла 1123 человека.
| год     | 2009 | 2014 | 2015 | 2020 | 2021 | 2023 |
| ------- | ---- | ---- | ---- | ---- | ---- | ---- |
| человек | 825  | 994  | 994  | 1039 | 1059 | 1123 |